# Park Krajobrazowy Lasy nad Górną Liswartą

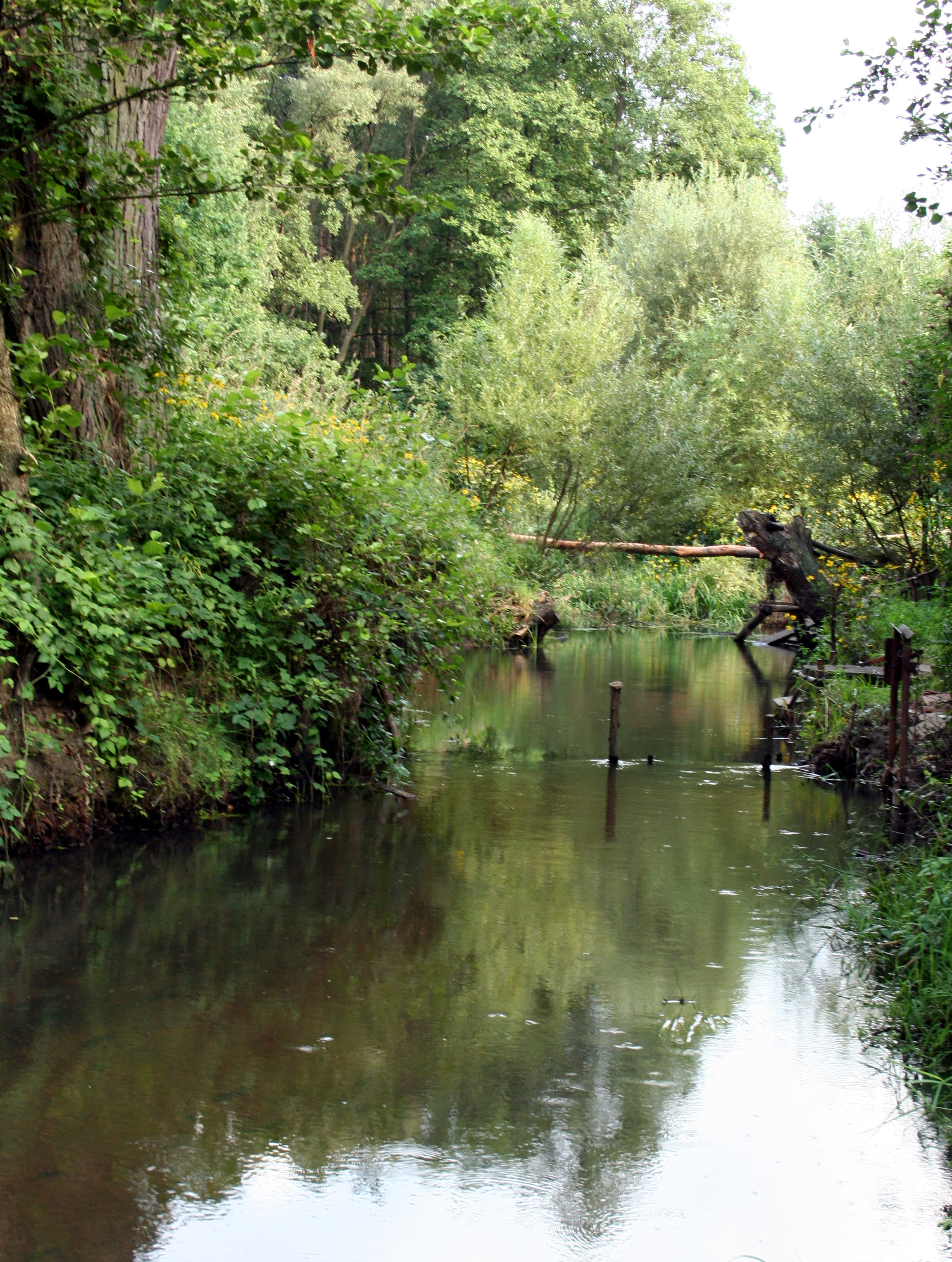
Liswarta przepływająca przez Taninę w gminie Herby

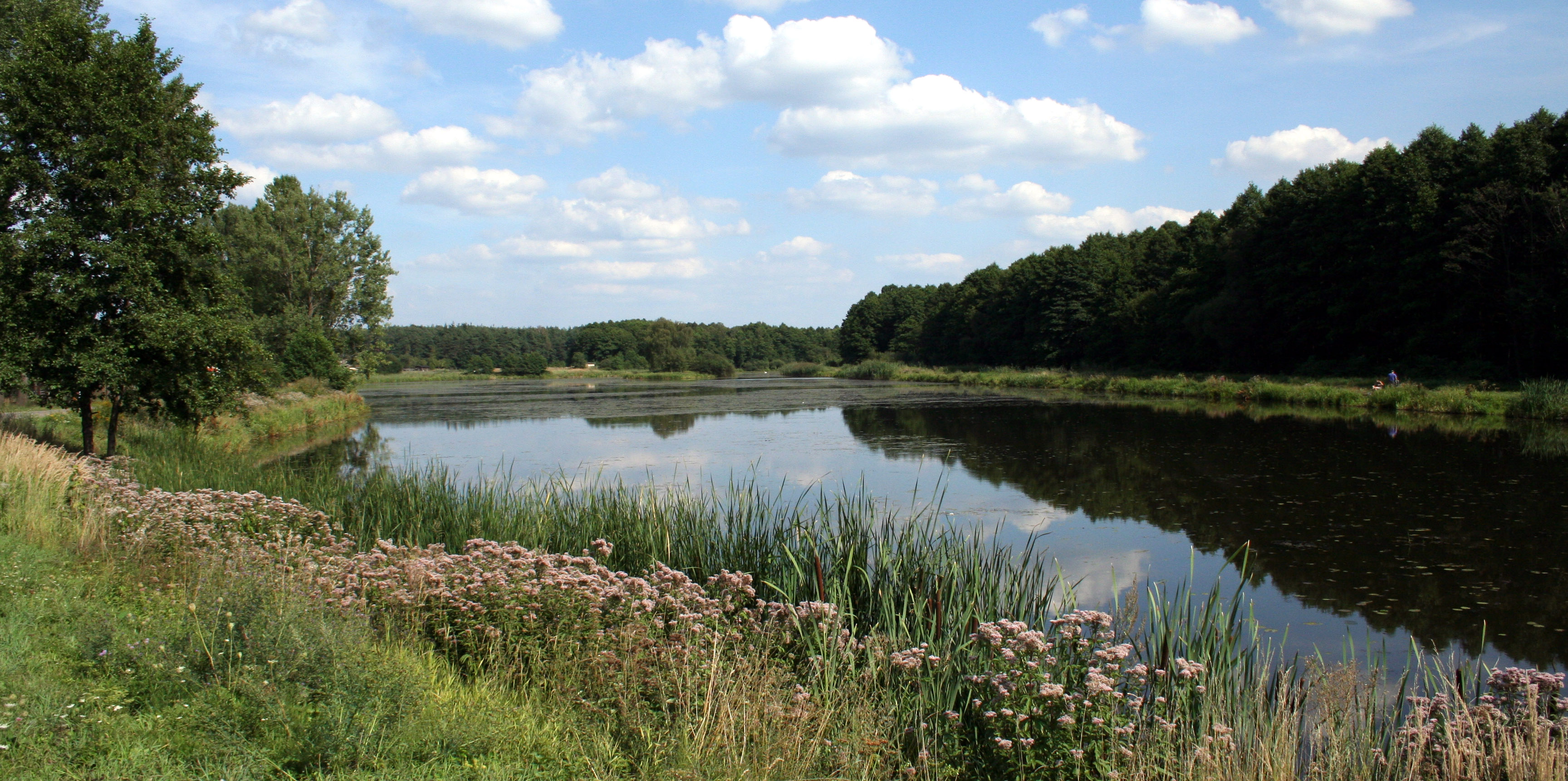
Staw w Lisowie, jeden z wielu stawów położonych na terenie parku

Park Krajobrazowy Lasy nad Górną Liswartą – park krajobrazowy w Polsce na terenie województwa śląskiego, w dolinie górnego biegu rzeki Liswarty, na terenie Lasów Lublinieckich. Utworzony w grudniu 1998 roku.
Powierzchnia parku wynosi 51 134 ha (park – 38 731 ha, otulina – 12 403 ha). Powierzchnia leśna stanowi ok. 60% parku, 30% stanowią użytki rolne, 10% stawy i cieki wodne, a 2% tereny zabudowane.
Celem ochrony jest przede wszystkim zachowanie kompleksów leśnych oraz łąk śródleśnych wraz z szatą roślinną, a szczególnie roślinami chronionymi i rzadkimi zbiorowiskami roślinnymi. Podejmowane są szczególnie działania na rzecz poprawienia stosunków wodnych na terenach leśnych i terenach podmokłych.
Na terenie parku znajdują się liczne stawy hodowlane, stanowiące istotny składnik krajobrazu. Często spotykane są tu torfowiska oraz tereny źródliskowe. Poza krajobrazem stawów rybnych występują tu też krajobrazy: z dominacją siedlisk lasów mieszanych świeżych; lasów iglastych borów i lasów mieszanych zdominowanych przez monokultury sosnowe oraz krajobraz dolin rzecznych z fragmentami łęgów wierzbowo-topolowych i torfowisk.

## Położenie geograficzne
Park znajduje się na terenie trzech powiatów:
- częstochowskiego
  - w obrębie gmin Blachownia, Konopiska, Starcza
- kłobuckiego
  - w obrębie gmin Panki, Przystajń, Wręczyca Wielka
- lublinieckiego
  - w obrębie gmin Boronów, Ciasna, Herby, Kochanowice, Koszęcin, Woźniki.

Cały park leży na terenie Wyżyny Woźnicko-Wieluńskiej, wchodzącej w skład Wyżyny Śląsko-Krakowskiej. Przeważająca część parku znajduje się na terenie Obniżenia Liswarty-Prosny, fragmenty w części południowo-zachodniej leżą na terenie Progu Woźnickiego, zaś w części północno-wschodniej park leży w obszarze Progu Herbskiego.
Park położony jest na terenie czterech nadleśnictw: Herby, Lubliniec, Koszęcin i Kłobuck.

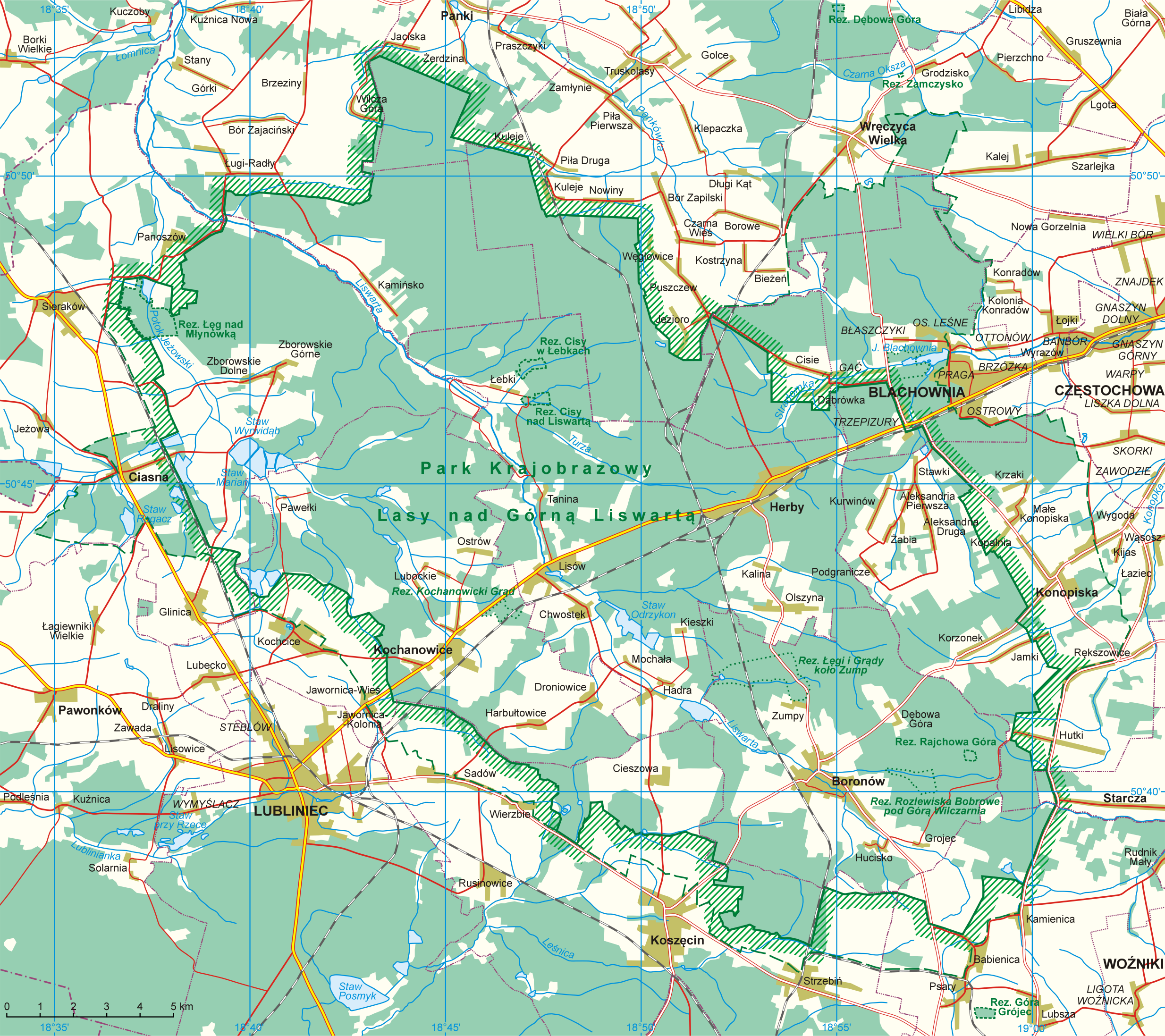
Mapa Parku Krajobrazowego „Lasy nad Górną Liswartą”

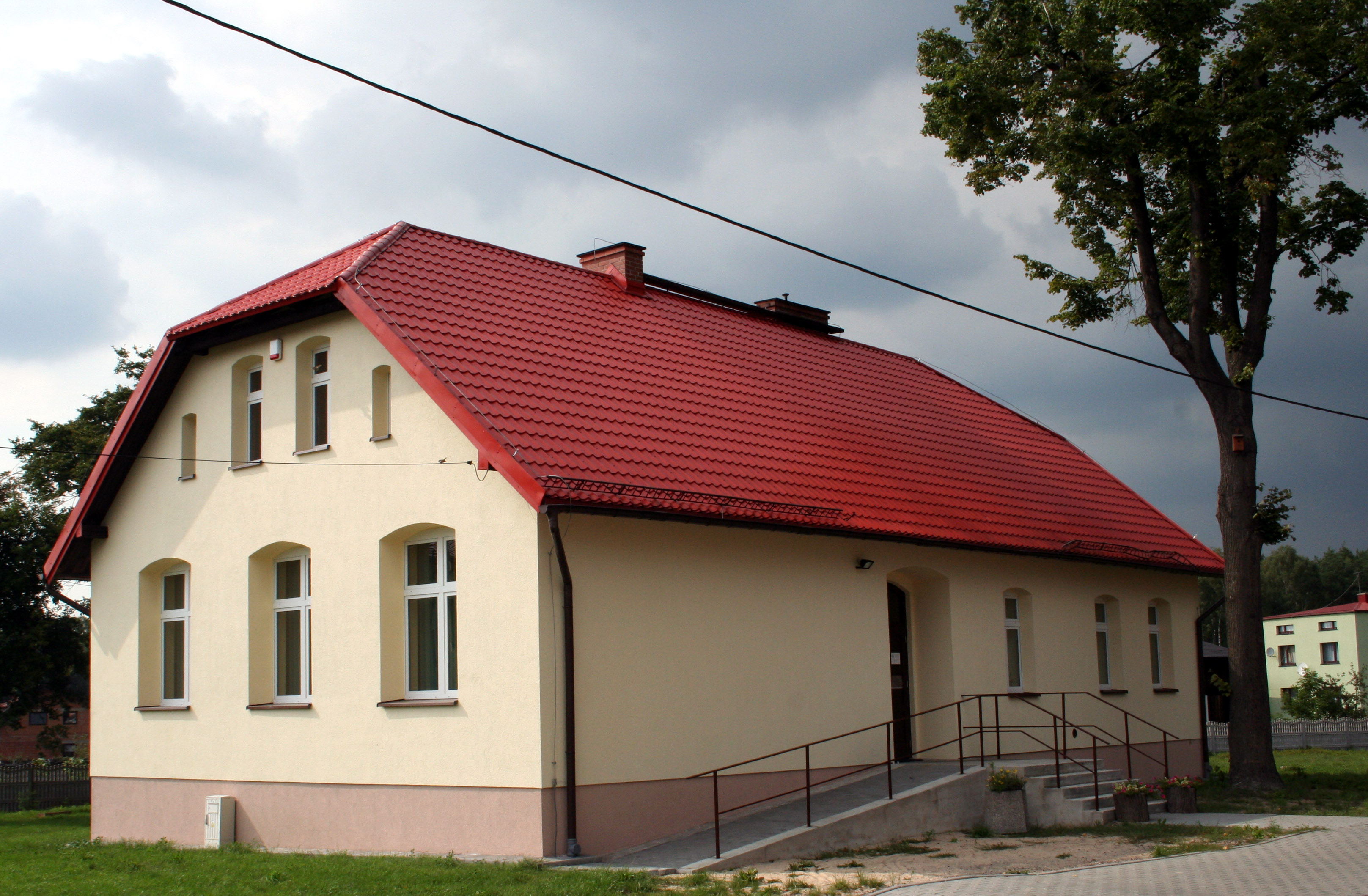
Budynek siedziby parku

## Historia Parku
Pierwsze robocze wytyczenie granic parku na obszarze dorzecza górnej Liswarty dokonane zostało przez Janusza Hereźniaka i Izabellę Maszczyńską w latach 1982–1983. Jednakże ze względu na to, że w roku 1994 weszła w życie ustawa o zagospodarowaniu przestrzennym, dopiero w 1996 roku przygotowana została dokumentacja projektowa Parku Krajobrazowego „Lasy nad Górną Liswartą”.
Siedziba parku wpierw znajdowała się w miejscowości Herby, a następnie przeniesiona została do sąsiedniej Kaliny.

## Rezerwaty przyrody

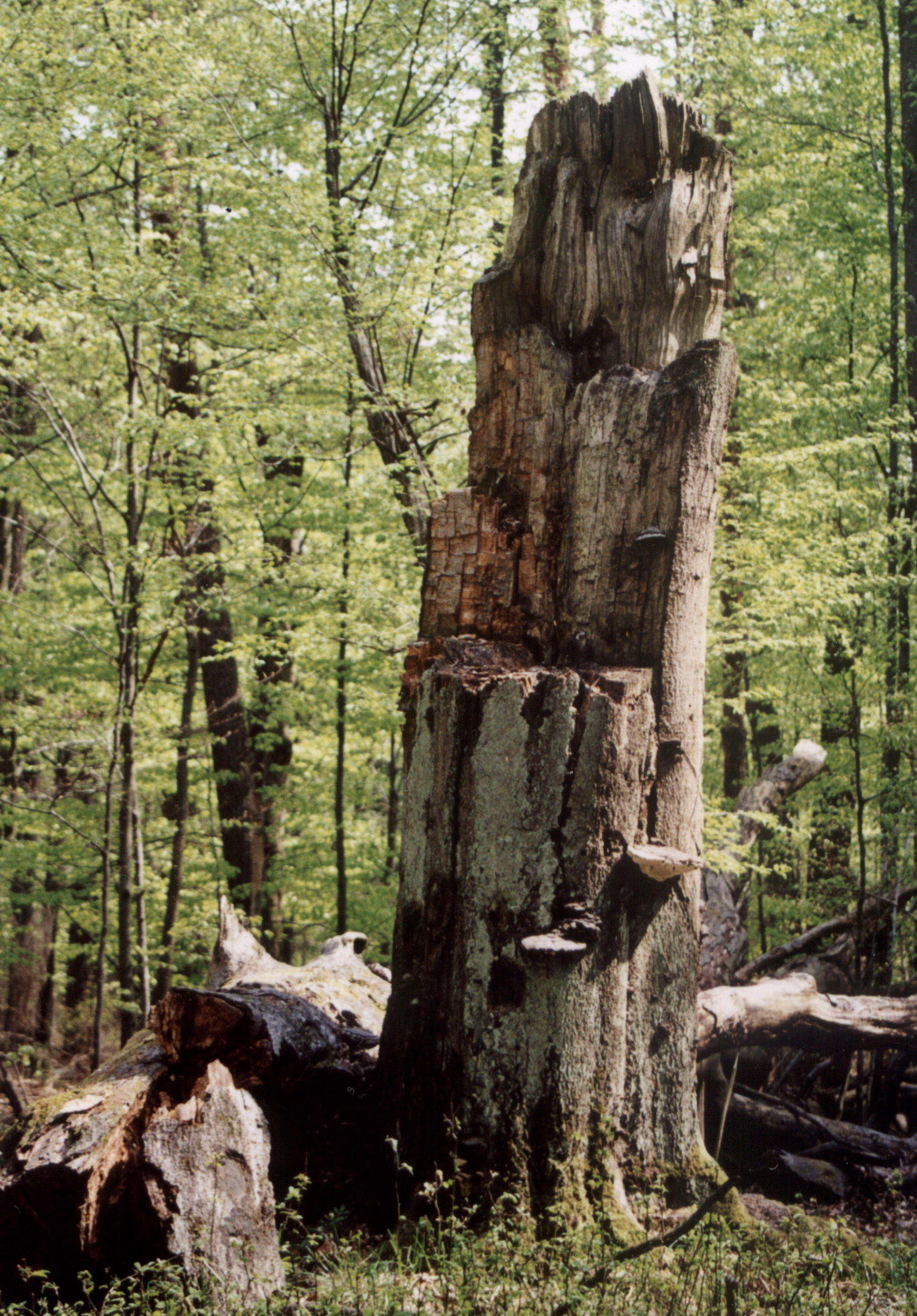
Fragment rezerwatu Rajchowa Góra

Na terenie parku znajduje się pięć istniejących oraz dwa projektowane rezerwaty przyrody.
| Nazwa             | Typ rezerwatu      | Powierzchnia | Położenie                                     | Data utworzenia  |
| ----------------- | ------------------ | ------------ | --------------------------------------------- | ---------------- |
| Cisy nad Liswartą | leśno-florystyczny | 23,82 ha     | leśnictwo Łebki                               | 17 maja 1957     |
| Cisy w Łebkach    | leśno-florystyczny | 21,17 ha     | leśnictwo Łebki                               | 17 maja 1957     |
| Kochanowicki Grąd | leśny              | 26,42 ha     | leśnictwo Kochanowice                         | 27 lutego 2024   |
| Łęg nad Młynówką  | leśny              | 90 ha        | gmina Ciasna leśnictwo Ponoszów               | 2006             |
| Rajchowa Góra     | leśno-florystyczny | 8,2 ha       | leśnictwo Dębowa Góra w pobliżu Szklanej Huty | 14 września 1959 |

Istniejące na terenie parku rezerwaty przyrody mają charakter leśno-florystyczny i leśny. W rezerwatach „Cisy nad Liswartą” oraz „Cisy w Łebkach” w drzewostanie dominuje olsza czarna zajmując ok. 60% całego drzewostanu z domieszką sosny zwyczajnej, świerka pospolitego oraz brzozy. W obu przypadkach celem ochrony jest zachowanie naturalnych stanowisk cisa pospolitego. W obu rezerwatach zasoby florystyczne oszacowano na prawie 200 gatunków roślinnych w każdym.
„Łęg nad Młynówką” to rezerwat przyrody położony na obszarze leśnictwa Panoszów. Powierzchnia rezerwatu to ok. 90 ha. Celem ochrony jest zachowanie podgórskiego łęgu jesionowego Carici remotae-Fraxinetum z udziałem gatunku charakterystycznego turzycy rzadkokłosej. Występuje tu 7 gatunków roślin chronionych: barwinek pospolity, bluszcz pospolity, grążel żółty, kukułka plamista, kukułka Fuchsa, listera jajowata oraz wawrzynek wilczełyko. Z roślin górskich stwierdzono tu następujące gatunki: bez koralowy, kozłek bzowy, liczydło górskie, starzec kędzierzawy, trybula lśniąca, trzcinnik owłosiony, wiechlina odległokłosa. W części obszaru, gdzie odpływ wód jest słaby, znajduje się ols porzeczkowy Ribeso nigri-Alnetum.
W rezerwacie „Rajchowa Góra” dominującymi gatunkami w drzewostanie są sosna zwyczajna i buk zwyczajny stanowiące odpowiednio ok. 50% i 30% masy drzewostanu. Na obszarze tego rezerwatu szacuje się występowanie ok. 100 gatunków roślin naczyniowych. Celem ochrony jest wielogatunkowy las mieszany pochodzenia naturalnego.
„Kochanowicki Grąd” leży na obszarze leśnictwa Kochanowice i ma powierzchnię 26,42 ha. Celem ochrony stanowi ponad stuletni starodrzew dębowy składający się z pomnikowych dębów szypułkowych. Z gatunków pod ochroną ścisłą występują tu: kruszczyk szerokolistny, goryczka wąskolistna, wawrzynek wilczełyko, widłak jałowcowaty. Pod ochroną częściową znajdują się: kruszyna pospolita, kalina koralowa, czosnek niedźwiedzi, przylaszczka pospolita i kopytnik pospolity. Poza tym występują tu z gatunków rzadkich: przetacznik górski, starzec Fuchsa, starzec kędzierzawy.

### Projektowane rezerwaty przyrody

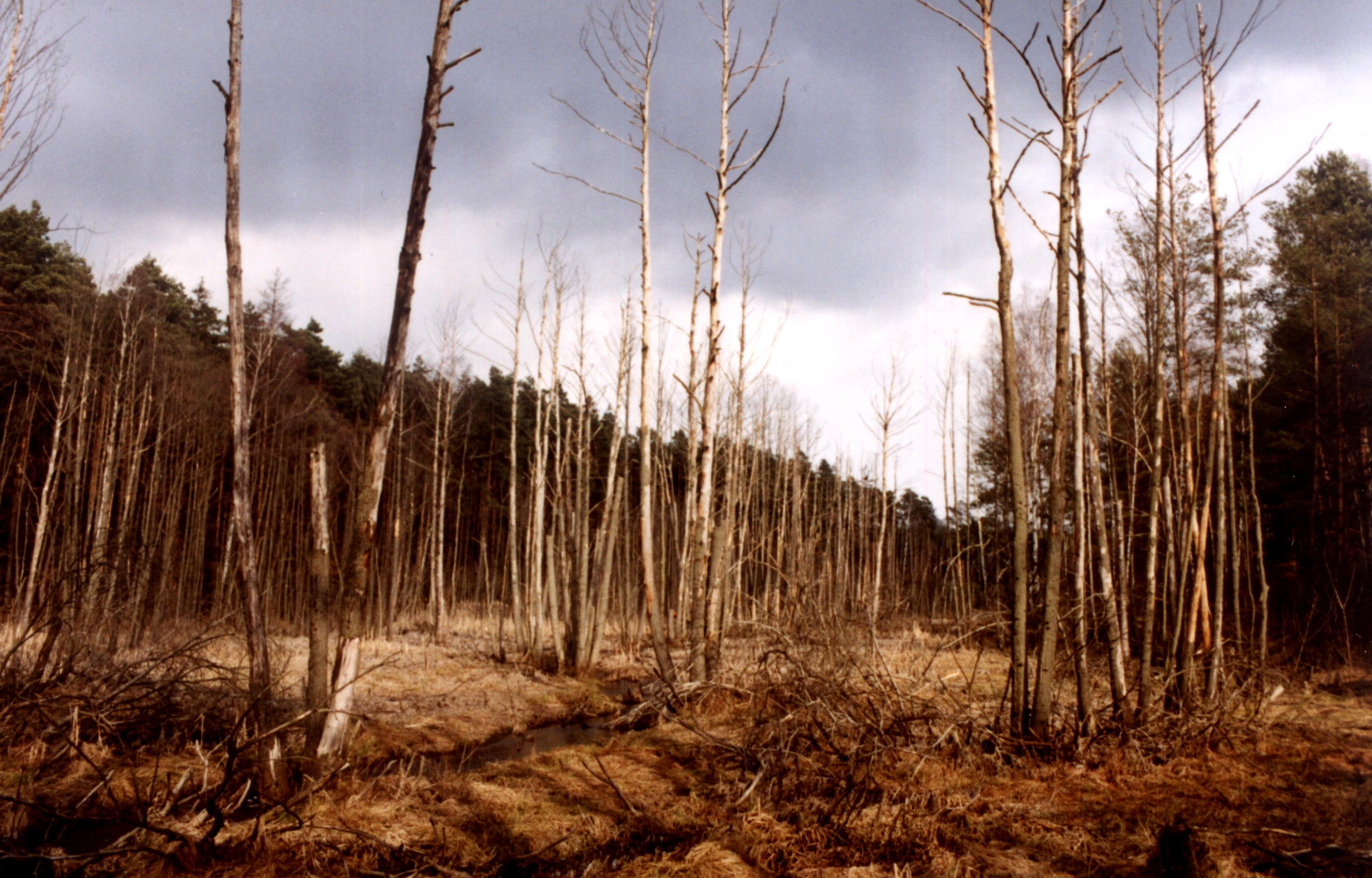
Wymarłe drzewa nad Leńcą – efekt działalności bobra europejskiego, fragment projektowanego rezerwatu „Rozlewiska bobrowe pod Górą Wilczarnia”

| Nazwa                                                       | Typ                | Powierzchnia | Położenie                                 |
| ----------------------------------------------------------- | ------------------ | ------------ | ----------------------------------------- |
| „Łęgi i grądy koło Zump” („Dębowy Łęg Podgórski w Zumpach”) | leśny              | ok. 65 ha    | leśnictwo Boronów przy miejscowości Zumpy |
| „Rozlewiska bobrowe pod Górą Wilczarnia”                    | leśny-faunistyczny | ok. 50 ha    | leśnictwo Kamienica na wschód od Boronowa |

## Zespoły przyrodniczo-krajobrazowe
- „Rozlewisko Górnej Stradomki” – utworzony w 1993 roku, później zlikwidowany. Planuje się przywrócenie ochrony tego obszaru w formie użytku ekologicznego[6]. Występują tu z gatunków roślin ściśle chronionych: kukułka plamista, widłaczek torfowy, widłak jałowcowaty oraz mieczyk dachówkowaty, a do częściowo chronionych należą: centuria pospolita, grążel żółty oraz bagno zwyczajne.
- „Dolina Młynówki” – projektowany.

## Użytki ekologiczne

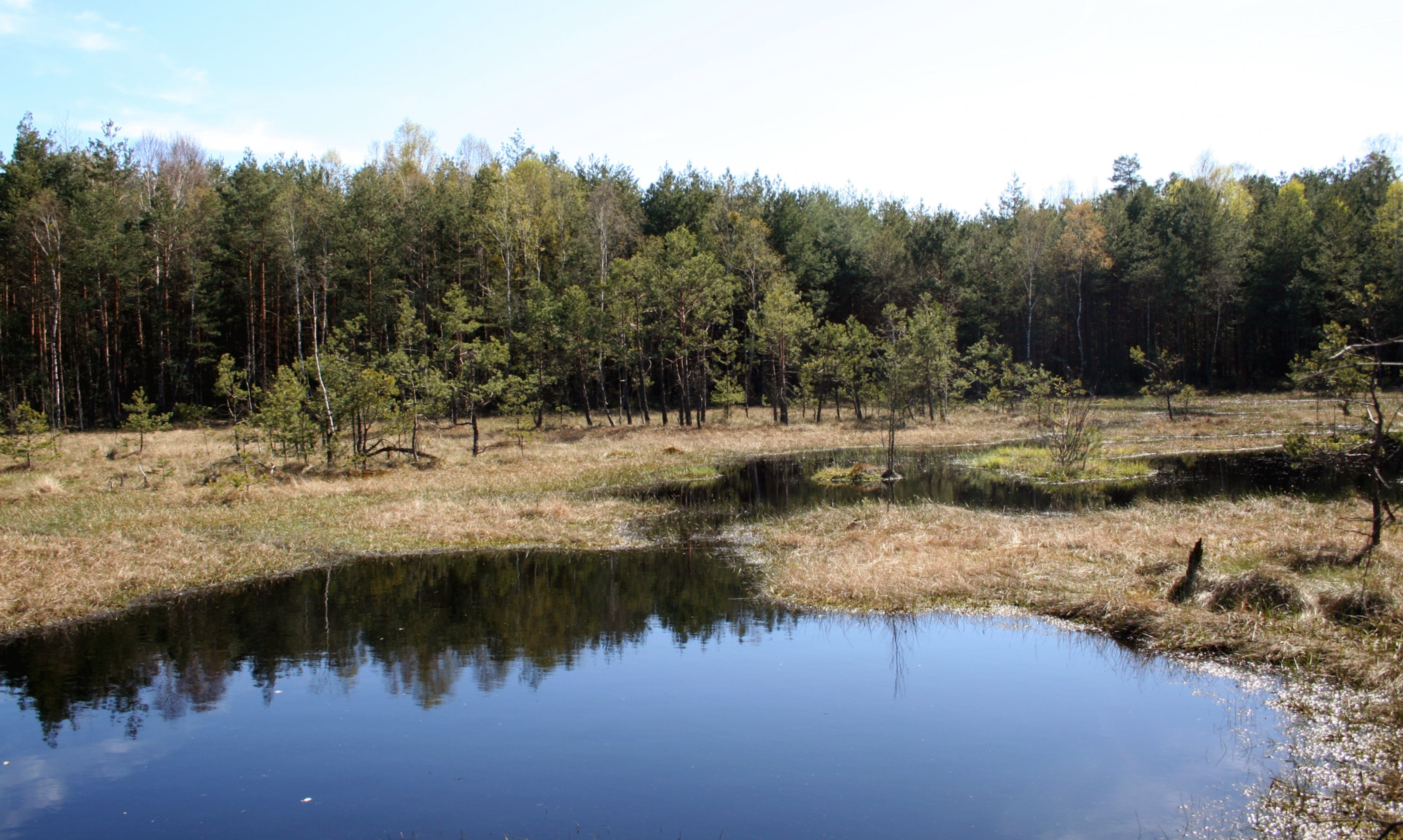
Użytek ekologiczny „Jeziorko” w Korzonku (fragment)

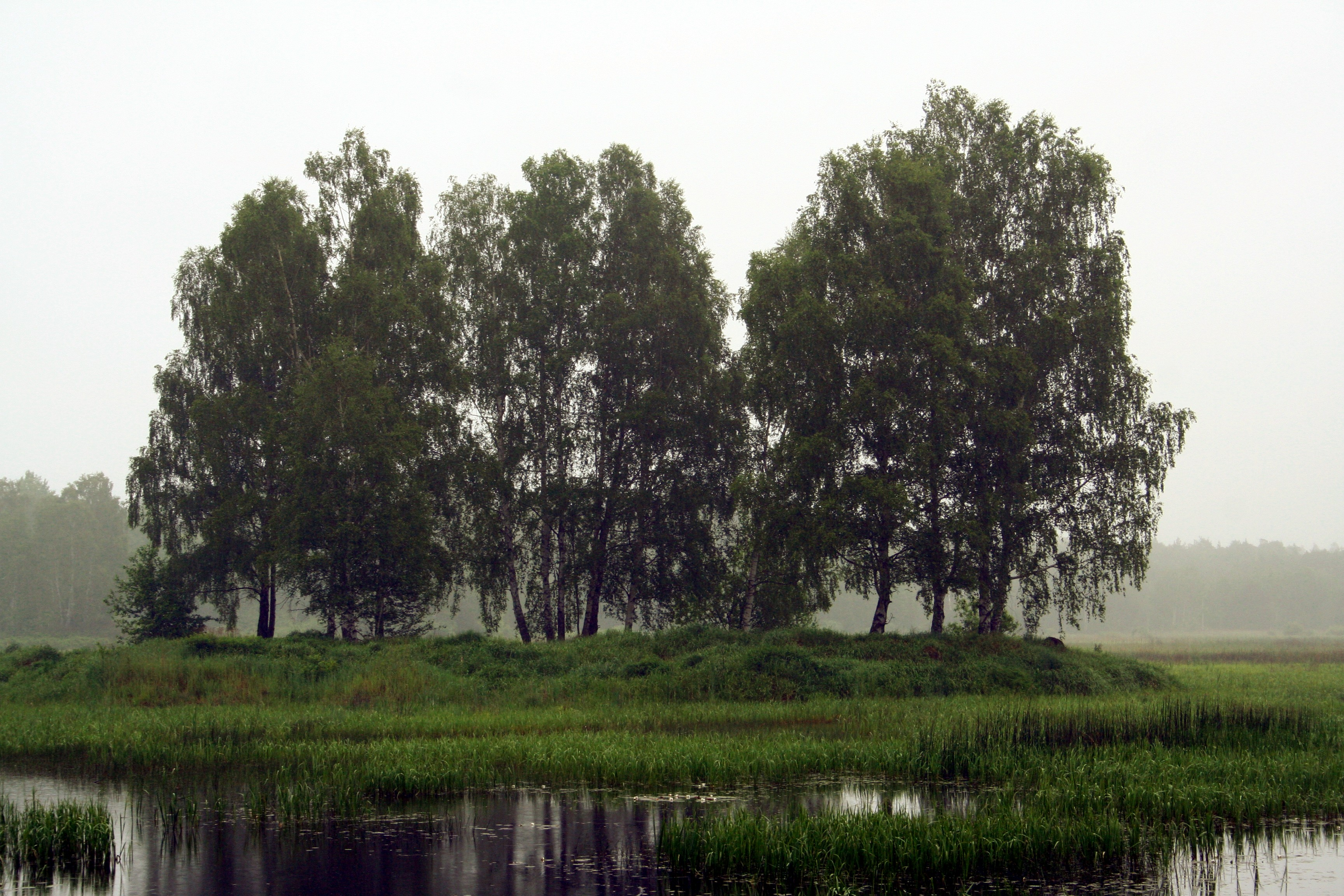
Fragment podmokłego obszaru w leśnictwie Lubockie, staw Brzoza

Na terenie parku krajobrazowego znajduje się pięć użytków ekologicznych: „Bagno w Jeziorze” niedaleko miejscowości Jezioro, „Jeziorko” w pobliżu miejscowości Korzonek, Bagienko w Pietrzakach w miejscowości Pietrzaki, „Brzoza” koło wsi Lubockie oraz „Żwirowiska w Cieszowej”.
| Nazwa użytku             | Powierzchnia | Położenie                                             | Rok utworzenia |
| ------------------------ | ------------ | ----------------------------------------------------- | -------------- |
| „Jeziorko”               | 2,50 ha      | leśnictwo Hutki w pobliżu Leśniaków                   | 1996           |
| „Bagno w Jeziorze”       | 6,53 ha      | leśnictwo Jezioro                                     | 1996           |
| „Bagienko w Pietrzakach” | 0,94 ha      | leśnictwo Trzepizury w pobliżu miejscowości Pietrzaki | 2002           |
| „Brzoza”                 | 52,23 ha     | leśnictwo Lubockie                                    | 2007           |
| „Żwirowiska w Cieszowej” | 11,58 ha     | leśnictwo Cieszowa                                    | 2007           |

„Jeziorko” położone jest w obrębie leśnictwa Hutki. Jest to wyrobisko potorfowe otoczone częściowo borem bagiennym Vaccinio uliginosi-Pinetum. Na obszarze torfowiska występuje wełnianka wąskolistna.
„Bagno w Jeziorze” znajduje się w obrębie nadleśnictwa Herby. Jest to śródleśne jezioro oligotroficzne. Na jego terenie występują m.in. brzoza czarna i bagno zwyczajne.
„Bagienko w Pietrzakach” znajduje się w obrębie leśnictwa Trzepizury. Na terenie tego użytku występuje wierzba szara, wierzba uszata, kruszyna pospolita, bagno zwyczajne, borówka bagienna, wełnianka pochwowata, żurawina błotna, trzęślica modra, a także kilka gatunków turzycy: dziubkowata, siwa, gwiazdkowata oraz zaostrzona. Turzyce zarastają głównie najniżej położone obszary, towarzyszą im takie gatunki jak: sit rozpierzchły, wąkrota zwyczajna, siedmiopalecznik błotny oraz tojeść bukietowa. Bagno to okresowo wysycha i zarasta. Otoczone jest ono sosnowym borem bagiennym.

### Proponowane użytki ekologiczne
| Nazwa                                 | Powierzchnia                                              | Położenie                                                |
| ------------------------------------- | --------------------------------------------------------- | -------------------------------------------------------- |
| „Lubocki Łęg”                         |                                                           | leśnictwo Lubockie                                       |
| „Kierzkowskie Bagna”                  | 90 ha (razem z proponowanym użytkiem Stawy i bagna Piłka) | leśnictwo Chwostek w pobliżu miejscowości Kierzki        |
| „Stawy i bagna Piłka”                 | 90 ha (razem z proponowanym użytkiem Kierzkowskie Bagna)  | leśnictwo Chwostek w pobliżu miejscowości Kierzki        |
| „Łąki z mieczykiem koło Zump”         | 5 ha                                                      | leśnictwo Boronów w pobliżu miejscowości Zumpy           |
| „Wrzosowiska w Aleksandrii-Pohulance” | 1 ha                                                      | Aleksandria                                              |
| „Podmokłe łąki w Aleksandrii”         | 5 ha                                                      | leśnictwo Trzepizury Aleksandria                         |
| „Staw Chmielok”                       | 5 ha                                                      | nadleśnictwo Lubliniec w pobliżu miejscowości Zborowskie |
| „Stawy i bagna Hadra”                 | 170 ha                                                    | pomiędzy Boronowem a Hadrą                               |

„Lubocki Łęg” wcześniej był projektowanym rezerwatem przyrody, położonym na obszarze leśnictwa Lubockie. Proponowana powierzchnia rezerwatu miała wynosić ok. 40 ha. Celem ochrony miał być fragment podgórskiego łęgu jesionowego. Ze względu na osuszenie stawów i terenów podmokłych obecnie trwają starania o renaturalizację tego terenu. Chronione prawnie rośliny na tym obszarze to: goryczka wąskolistna, kukułka szerokolistna, kruszczyk błotny, liczydło górskie, listera jajowata, mieczyk dachówkowaty, podkolan biały. Utworzenie rezerwatu na tym obszarze zaproponowane zostało przez Janusza Hereźniaka w roku 1993, natomiast w roku 2004 zaproponowano utworzenie użytku ekologicznego na części tego obszaru pod nazwą „Trzęślicowa łąka w Lubockiem”.

## Pomniki przyrody

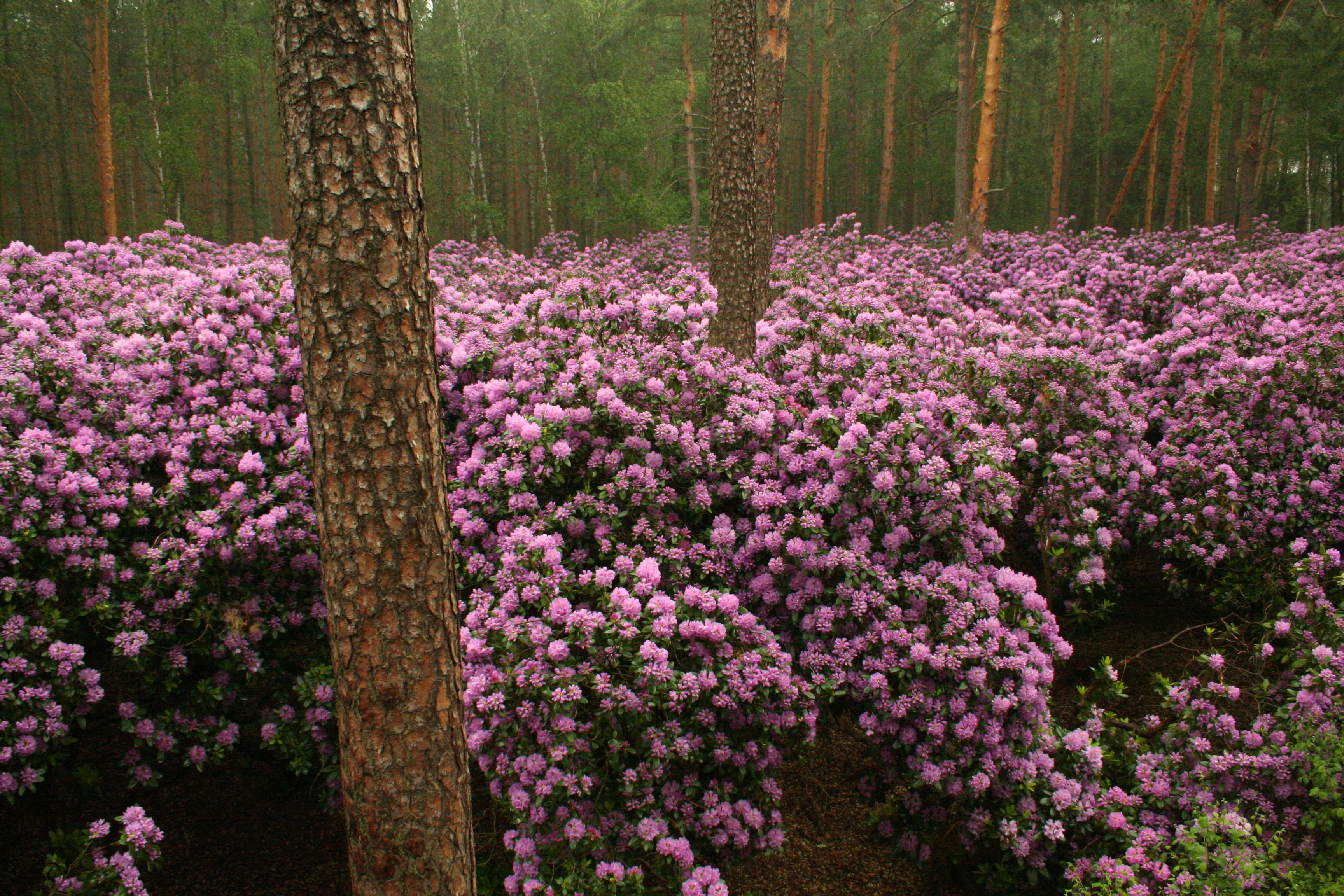
Zarośla różanecznika katawbijskiego

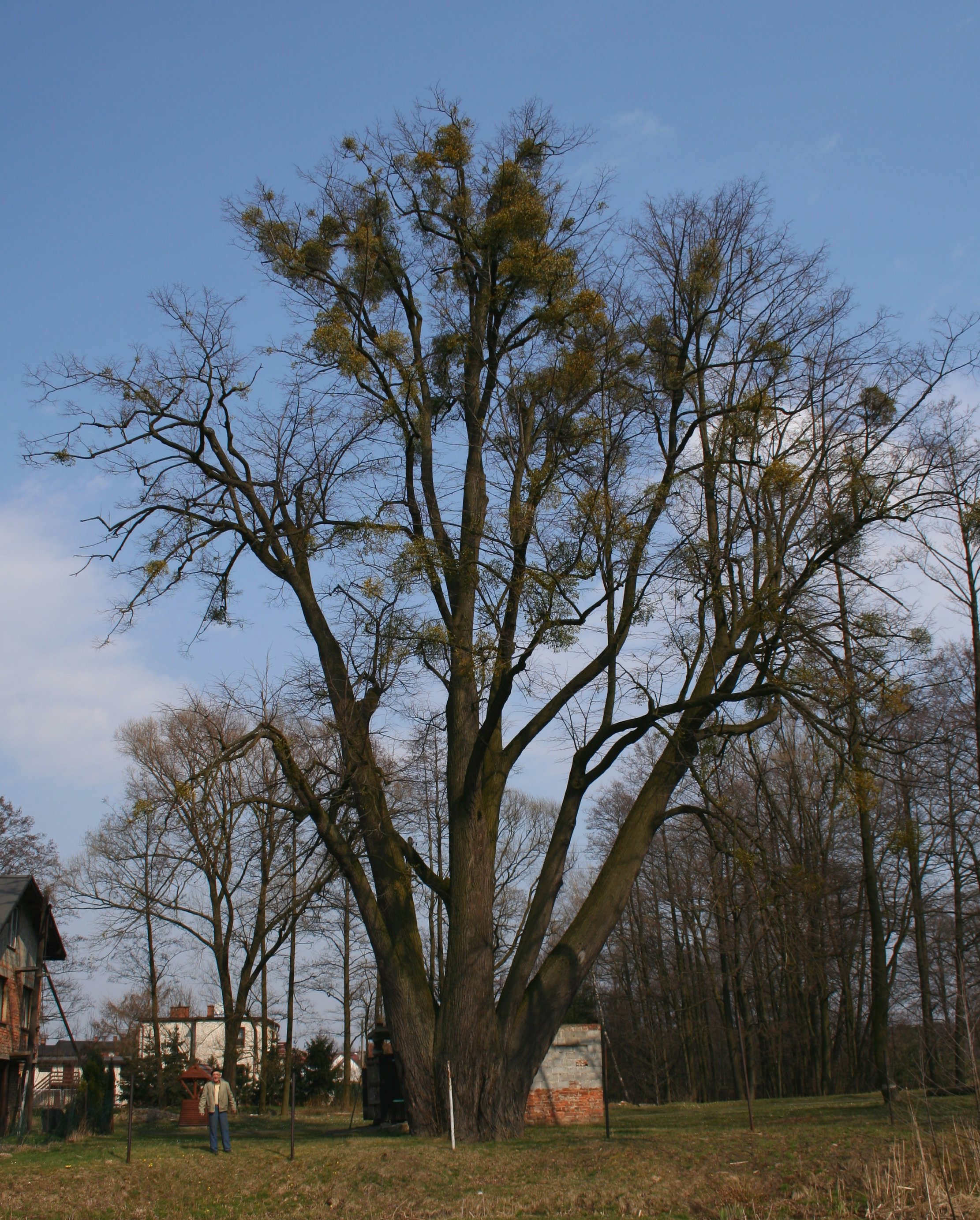
Lipa drobnolistna w Boronowie o obwodzie pnia 750 cm

Na terenie parku znajdują się 54 zarejestrowane pomniki przyrody ożywionej i nieożywionej. W większości przypadków są to pojedyncze drzewa oraz grupy czy aleje drzew. Ochronie podlegają też pojedyncze stanowiska cennych gatunków roślin oraz głaz narzutowy.
Stanowiska roślin
- Stanowisko różanecznika katawbijskiego na terenie gminy Kochanowice, w Nadleśnictwie Herby.
- Stanowisko ciemiężycy zielonej w nadleśnictwie Koszęcin.
- Stanowisko liczydła górskiego w gminie Boronów w nadleśnictwie Koszecin.

| Pomnik przyrody    | Położenie                          | Obwód pnia            | Wysokość | Wiek    |
| ------------------ | ---------------------------------- | --------------------- | -------- | ------- |
| Buk pospolity      | leśnictwo Boronów                  | 359 cm                | 25 m     | 350 lat |
| Buk pospolity      | leśnictwo Boronów                  | 312 cm                | 24 m     | 300 lat |
| Buk pospolity      | leśnictwo Dębowa Góra              | 420 cm                | 25 m     | 400 lat |
| Buk pospolity      | leśnictwo Dębowa Góra              | 450 cm                | 26 m     | 400 lat |
| Buk pospolity      | leśnictwo Dębowa Góra              | 475 cm                | 23 m     | 400 lat |
| Buk pospolity      | leśnictwo Boronów                  | 300 cm                | 22 m     | 300 lat |
| Buk pospolity      | leśnictwo Boronów                  | 420 cm                | 23 m     | 400 lat |
| Buk pospolity      | leśnictwo Boronów                  | 300 cm                | 24 m     | 300 lat |
| Buk pospolity      | leśnictwo Lipowiec                 | 430 cm                | 25 m     | 400 lat |
| Buk pospolity      | leśnictwo Lipowiec                 | 450 cm                |          |         |
| Buk pospolity      | leśnictwo Kamienica                | 362 cm                | 23 m     | 350 lat |
| Cis pospolity      | leśnictwo Dębowa Góra              | 44 cm                 | 5 m      | 60 lat  |
| Dąb bezszypułkowy  | Dębowa Góra                        | 247 cm                | 22 m     | 300 lat |
| Dąb bezszypułkowy  | Szklana Huta leśnictwo Dębowa Góra | 364 cm                | 23 m     | 250 lat |
| Dąb szypułkowy     | leśnictwo Kochanowice              | 308 cm, 320 cm        |          |         |
| Dąb szypułkowy     | leśnictwo Ciasna                   |                       |          |         |
| Dąb szypułkowy     | leśnictwo Lubockie                 | 577 cm                |          |         |
| Dąb szypułkowy     | leśnictwo Lubockie                 | 438 cm                |          |         |
| Dąb szypułkowy     | leśnictwo Lubockie                 | 376 cm                |          |         |
| Dąb szypułkowy     | leśnictwo Lubockie                 | 319 cm                |          |         |
| Dąb szypułkowy     | leśnictwo Lisów                    | 355 cm                |          |         |
| Dąb szypułkowy     | leśnictwo Kochanowice              | 342 cm                |          |         |
| Dąb szypułkowy     | Kochanowice                        | 383 cm                |          |         |
| Dąb szypułkowy     | leśnictwo Kochanowice              | 482 cm                |          |         |
| Dąb szypułkowy     | leśnictwo Kochanowice              | dwa pnie 420 + 290 cm |          |         |
| Dąb szypułkowy     | leśnictwo Herby                    | 450 cm                |          |         |
| Dąb szypułkowy     | Boronów                            | 475 cm                |          |         |
| Dąb szypułkowy     | Boronów                            | 555 cm                |          |         |
| Dąb szypułkowy     | leśnictwo Dębowa Góra              | 496 cm                | 28 m     | 300 lat |
| Jesion wyniosły    | leśnictwo Ponoszów                 | 332 cm                |          |         |
| Jodła pospolita    | leśnictwo Boronów                  | 235 cm                | 21 m     | 200 lat |
| Klon jawor         | leśnictwo Herby                    | 325 cm                |          |         |
| Lipa drobnolistna  | leśnictwo Łebki                    | 346 cm                |          |         |
| Lipa drobnolistna  | leśnictwo Lubockie                 | 322 cm                |          |         |
| Lipa drobnolistna  | leśnictwo Lubockie                 | 362 cm                |          |         |
| Lipa drobnolistna  | leśnictwo Herby                    | 334 cm                |          |         |
| Lipa drobnolistna  | leśnictwo Herby                    | 360 cm                |          | 180 lat |
| Lipa drobnolistna  | Aleksandria                        | 388 cm                |          |         |
| Lipa drobnolistna  | Boronów                            | 750 cm                |          |         |
| Lipa drobnolistna  | Nadleśnictwo Koszęcin              | 390 cm                | 24 m     | 400 lat |
| Lipa szerokolistna | leśnictwo Boronów                  | 324 cm                | 24 m     | 200 lat |
| Lipa szerokolistna | Boronów                            | 485 cm                |          |         |
| Sosna pospolita    | leśnictwo Łebki                    | 193 cm                |          |         |
| Sosna pospolita    | leśnictwo Boronów                  | 342 cm                | 27 m     | 250 lat |
| Sosna pospolita    | leśnictwo Dębowa Góra              | 194 cm                | 27 m     | 180 lat |
| Wiąz szypułkowy    | leśnictwo Ponoszów                 | 324 cm                |          |         |

| Pomnik przyrody | Położenie             | Obwody pni            |
| --------------- | --------------------- | --------------------- |
| Grab zwyczajny  | leśnictwo Łebki       | 50 cm, 218 cm, 253 cm |
| Dąb szypułkowy  | leśnictwo Kochanowice | 292–447 cm 3 drzewa   |
| Dąb szypułkowy  | leśnictwo Kochanowice | 308 cm, 320 cm        |
| Dąb szypułkowy  | Boronów               | 410 cm, 430 cm        |
| Klon jawor      | Olszyna               | 202 cm, 384 cm        |

Przyroda nieożywiona

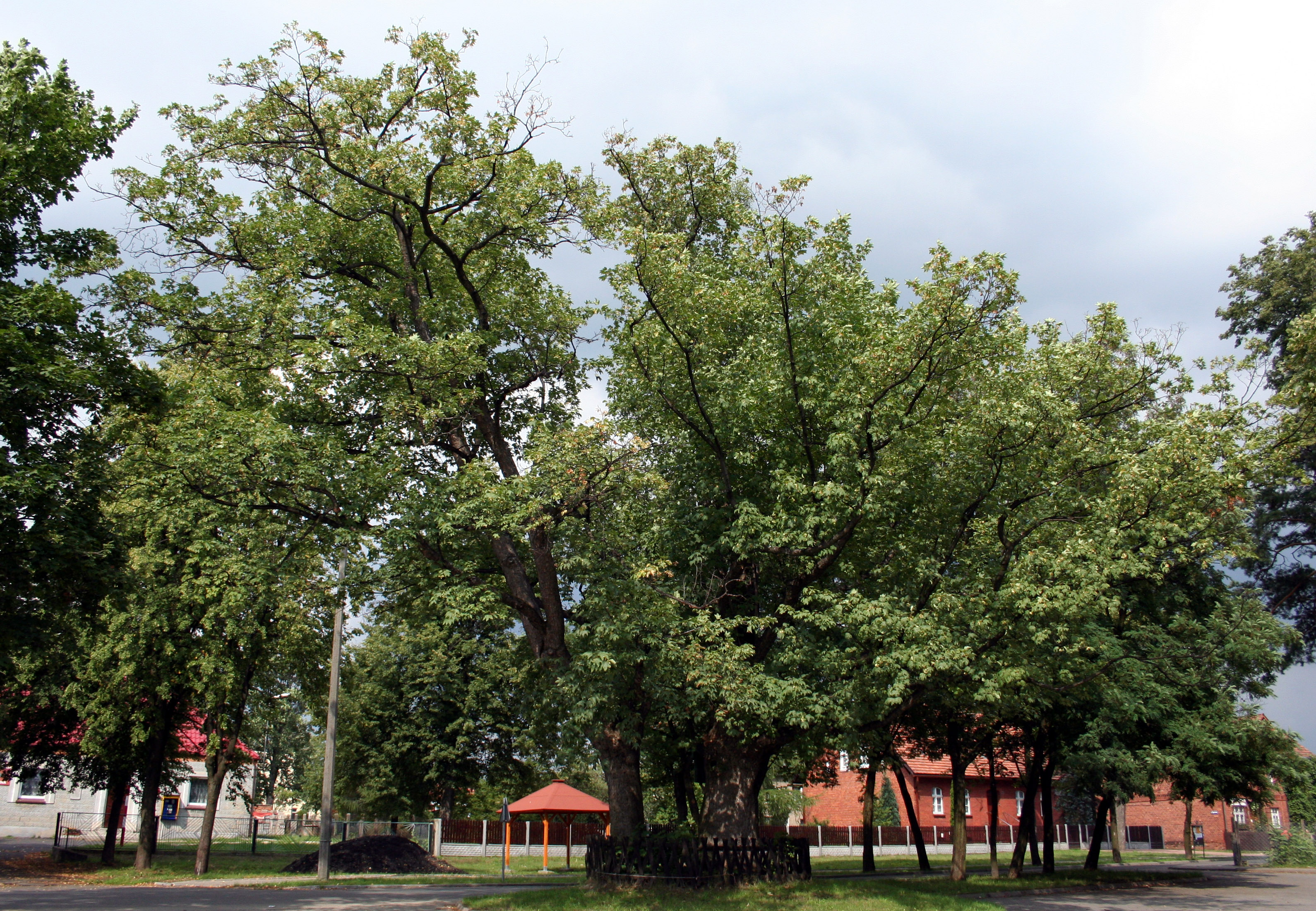
Pomnikowe klony jawory w Olszynie

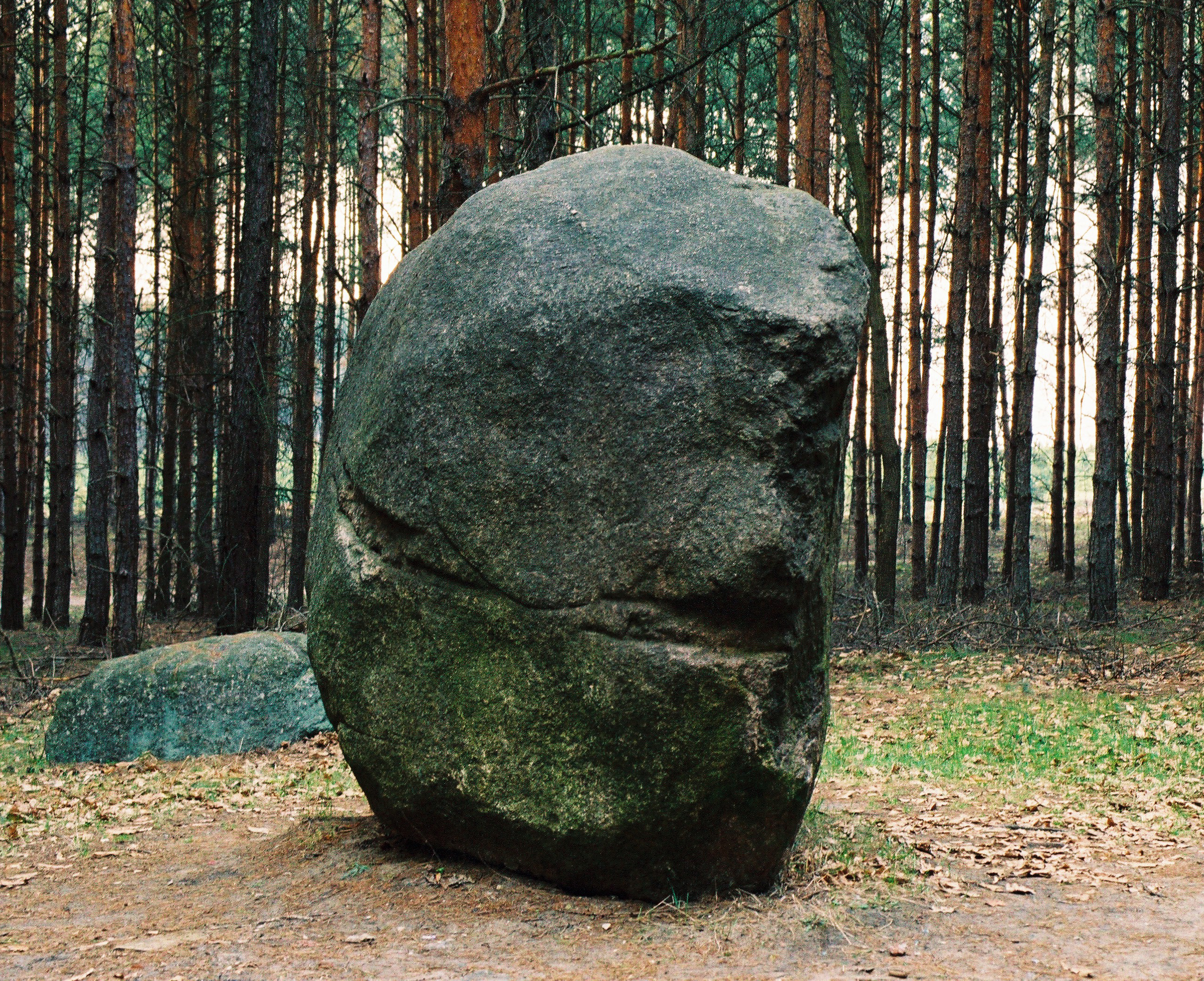
Głaz narzutowy w Olszynie

- głaz narzutowy w Olszynie o wysokości 180 cm i obwodzie 510 cm.

## Korytarze ekologiczne
Na terenie parku wyznaczono dwa korytarze ekologiczne łączące go z zewnętrznym układem przyrodniczym:
1. korytarz dolinowy rzeki Liswarty,
2. korytarz dolinowo-leśny Potoku Jeżowskiego („południowo-zachodni”)

Obszar parku krajobrazowego stanowi przejście kompleksami leśnymi pomiędzy Borami Stobrawskimi a Jurą Krakowsko-Częstochowskiej.

## Flora
Oznaczenia w tekście:  – gatunek pod ochroną całkowitą, poddany ochronie czynnej.
| - bagno zwyczajne - bluszcz pospolity - ciemiężyca zielona - cis pospolity - czarcikęs łąkowy - gnidosz rozesłany - grążel żółty - grzybień biały - kalina koralowa - konwalia majowa - kopytnik pospolity - kosaciec syberyjski - kosaciec żółty - kruszczyk błotny - kruszczyk szerokolistny - kruszyna pospolita - kuklik zwisły - kukułka plamista - kukułka szerokolistna - liczydło górskie - lilia złotogłów - listera jajowata - manna mielec - mieczyk dachówkowaty - męczennica cielista - orlik pospolity - ostrożeń łąkowy - pałka wąskolistna - parzydło leśne | - pełnik europejski - podkolan biały - podkolan zielonawy - pomocnik baldaszkowaty - ponikło błotne - przytulia północna - rdestnica pływająca - rosiczka okrągłolistna - rutewka żółta - siedmiopalecznik błotny - storczyk szerokolistny - storczyk Fuchsa - storczyk plamisty - tatarak zwyczajny - tojeść pospolita - trzcina pospolita - trzcinnik piaskowy - trzęślica modra - turzyca błotna - turzyca pchla - turzyca brzegowa - turzyca dzióbkowata - turzyca prosowa - turzyca tunikowa - wawrzynek wilczełyko - wiązówka błotna - widłak goździsty - widłak jałowcowaty - widłak wroniec |

### Mchy
- torfowiec Girgensohna
- torfowiec błotny

## Fauna

### Ssaki
Na terenie parku występuje 46 gatunków ssaków, m.in.:
- dzik
- sarna europejska
- jeleń europejski
- bóbr europejski
- wydra
- nietoperze
- ryjówka aksamitna

### Ptaki
Na terenie parku występuje 155 gatunków ptaków lęgowych. Wśród nich wyróżnia się:
- błotniak stawowy
- bocian czarny
- brodziec krwawodzioby
- derkacz
- kormoran czarny
- łabędź niemy
- orlik krzykliwy
- rybołów
- zimorodek
- żuraw

### Płazy i gady
Na obszarze parku występuje 7 gatunków gadów i 12 płazów, m.in.:
- rzekotka drzewna
- grzebiuszka ziemna
- traszka grzebieniasta
- traszka zwyczajna
- żmija zygzakowata
- padalec zwyczajny
- jaszczurka zwinka
- jaszczurka żyworodna

### Ryby
Na terenie parku występuje 39 gatunków ryb.

### Skorupiaki
- rak szlachetny

## Środowisko kulturowe

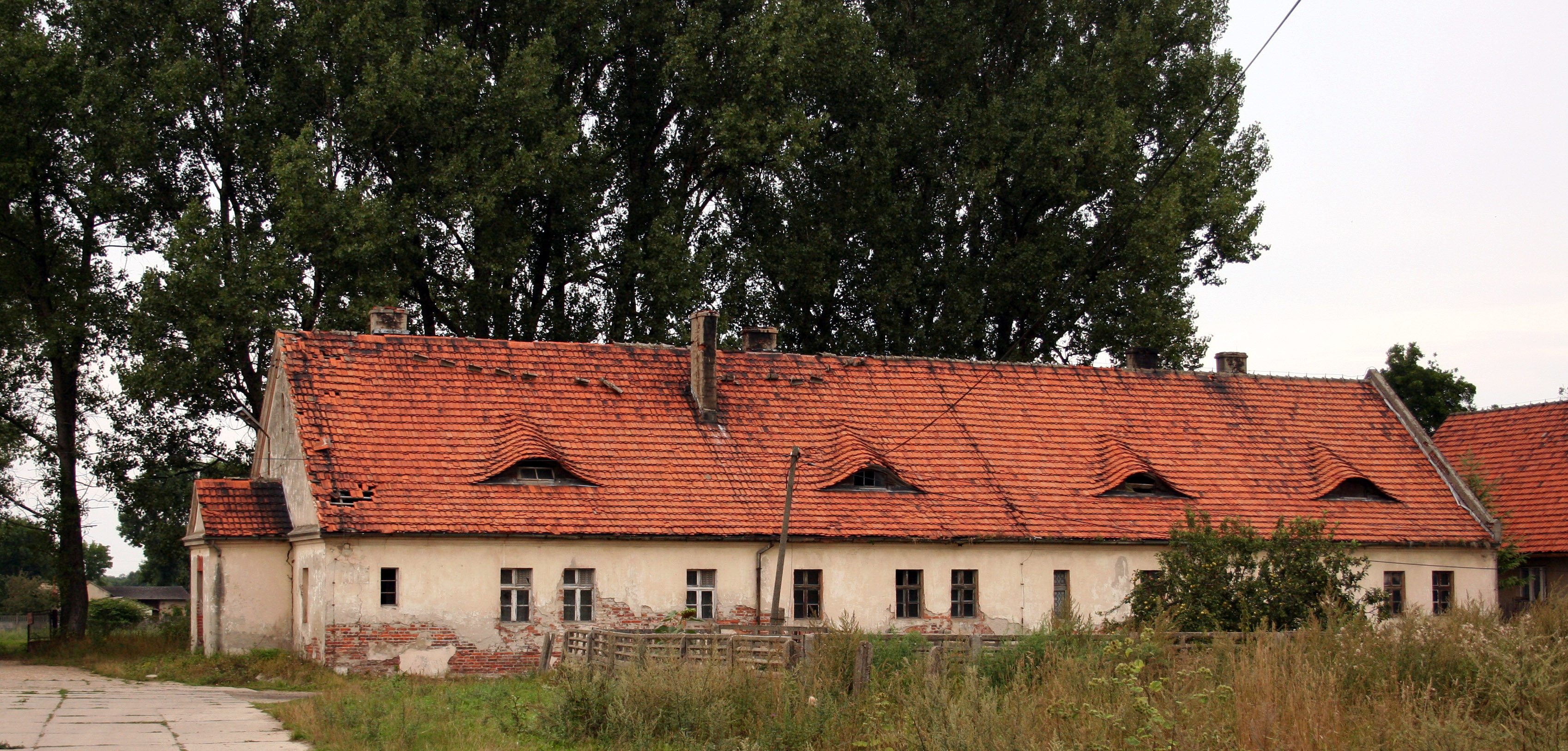
Fragment dawnych zabudowań folwarku w Hadrze

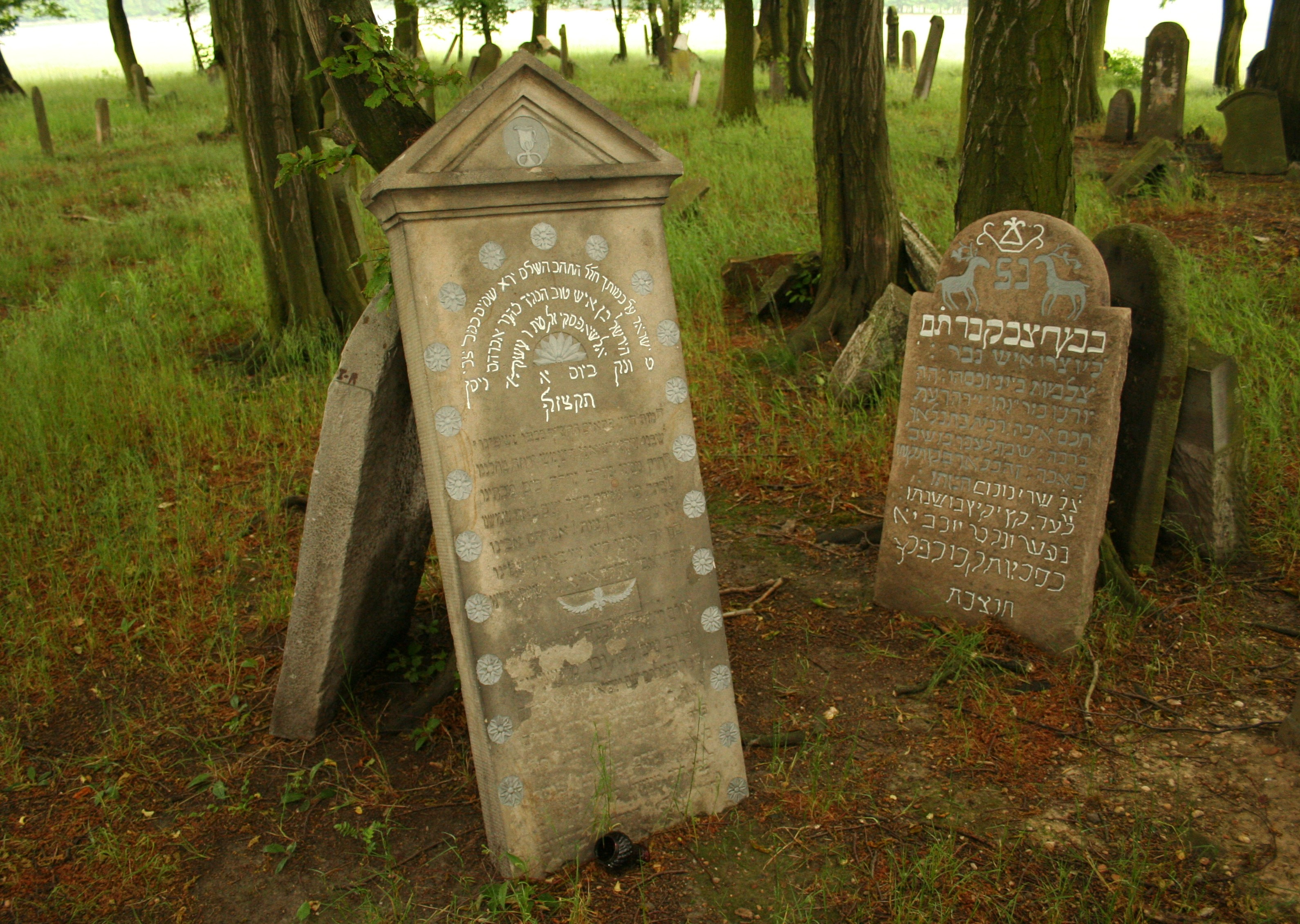
Fragment cmentarza żydowskiego w Cieszowej

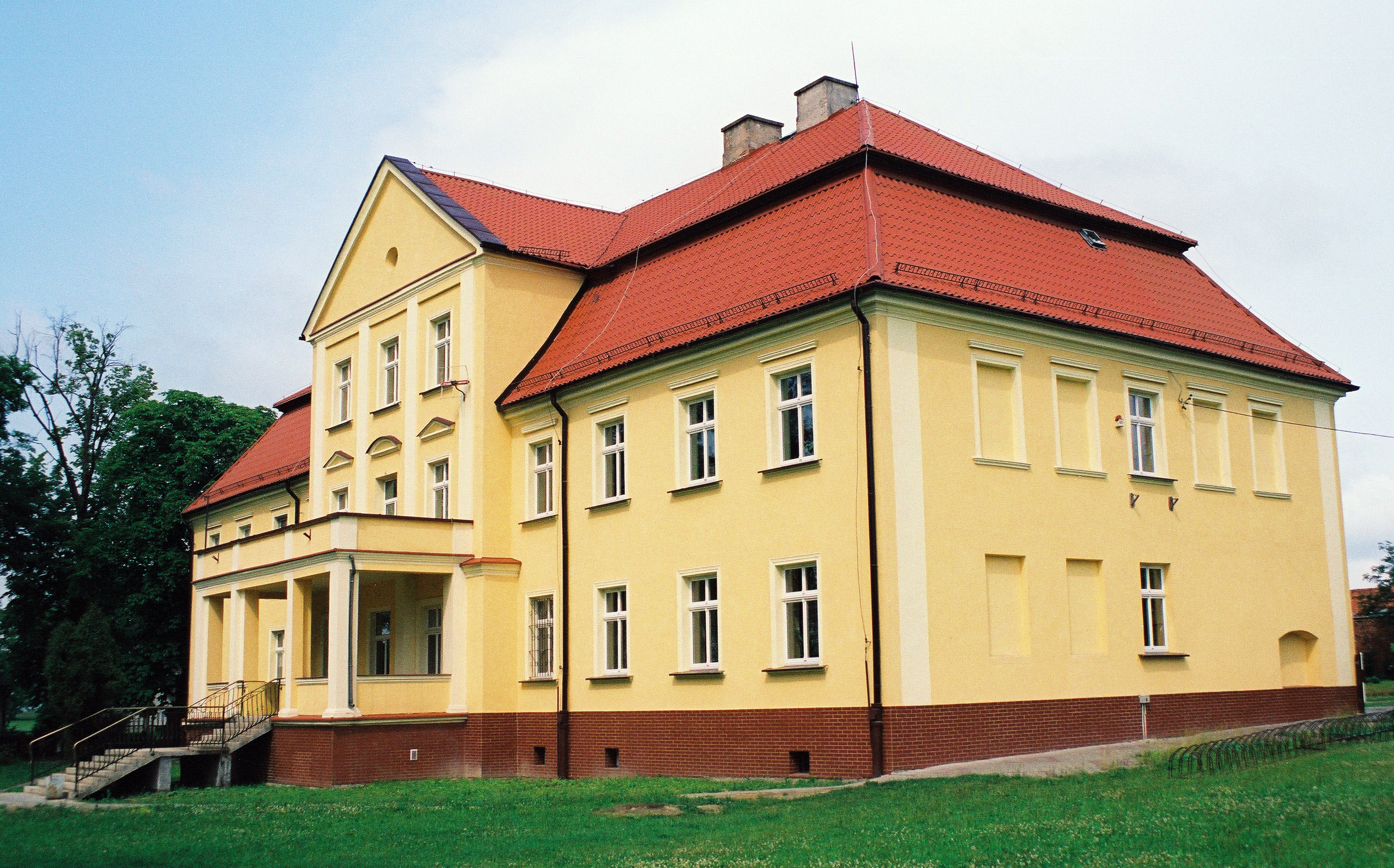
Budynek szkoły w Kochanowicach, fragment dawnych zabudowań pałacowych

Na terenie parku znajduje się szereg obiektów, posiadających walory środowiska kulturowego, które zaleca się chronić. Są to m.in. historyczne układy przestrzenne w miejscowościach Boronów, Kochanowice, Lisów, Mochała i Olszyna, czy zespoły pofolwarczne.

### Obiekty kulturowe podlegające ochronie na terenie parku
- Kościół NMP Królowej Różańca świętego w Boronowie z 1611 roku (Zespół kościoła parafialnego)
- Kościół św. Wawrzyńca w Kochanowicach
- Zespoły parkowo-pałacowe i pofolwarczne
  - Zespół pałacowy w Kochanowicach
  - Zespół pofolwarczny w Boronowie
  - Zespół pofolwarczny w Braszczoku (pozostałości)
  - Zespół pofolwarczny w Hadrze
  - Zespół pofolwarczny Dionisienhof
  - Zespół pofolwarczny Glashutte
  - Zespół pofolwarczny Mittelvorwerk
  - Zespół pofolwarczny w Cieszowej
  - Zespół pofolwarczny w Aleksandrii
  - Zespół dawnej zabudowy dworskiej w Kochanowicach
- Teren na północ od Zumpów, w którym występują pozostałości po dawnej kopalni rud żelaza.
- Historyczne drogi
  - Droga łącząca Lipowiec z Cielcem
  - Droga łącząca Nowy Dwór z Molną
  - Tzw. droga Napoleońska łącząca Lubliniec z Częstochową
- Obszary obserwacji archeologicznej:
  - Bogdala, Boronów, Chwostek, Hadra, Hucisko, Kierzki, Łebki, Mochała, Molna-Zapiece, Pawełki, Piaski, Szklana Huta, Szklarnia, Tanina,
  - Cmentarzysko kultury łużyckiej w Pawełkach
- Cmentarze
  - Cmentarz ewangelicki w Molnej
  - Cmentarz katolicki w Cieszowej
  - Cmentarz żydowski w Cieszowej
- Place, układy przestrzenne
  - Układ przestrzenny głównego placu w Lisowie
  - Zorganizowana zabudowa z lat 30. i 40. XX w. w Molnej
  - Układ przestrzenny w centrum miejscowości Zborowskie
  - Plac wiejski w Olszynie wraz ze znajdującymi się przy nim obiektami
- Pozostałości po dawnej fabryce w Mochale
- Fortyfikacje polowe z okresu II wojny światowej w Herbach.
- Leśniczówka Lubockie
- Młyn wodny w Klucznie

Na terenie parku znajduje się 112 obiektów zabytkowych, 6 zabytkowych parków, 10 zabytkowych cmentarzy oraz 123 stanowisk archeologicznych.

## Turystyka
Przez obszar parku przebiegają szlaki turystyczne:
- Szlak Józefa Lompy
- Szlak pomników przyrody
- Szlak rezerwatów przyrody
- Szlak Powstań Śląskich

## Ścieżki przyrodniczo-dydaktyczne
- Na Brzozę
- Kierzkowskie Bagna
- Cisy nad Liswartą
- Zborowskie
- Diabelski Kamień